# Cea mai bună dintre lumi sau o simplă zi de toamnă
Cea mai bună dintre lumi sau o simplă zi de toamnă este un film lirico-poetic moldovenesc regizat de Sergiu Prodan. A fost lansat în 1990, deși unele surse indică 1991 sau chiar 1992.

## Subiect
Acțiunea se petrece în Basarabia anilor 1930, într-un mediu sterp și sumbru, și urmărește călătoriile paralele a patru personaje. Unul se deplasează pe bicicletă, altul într-o căruță trasă de un bou, al treilea, împreună cu sluga lui, într-o șaretă trasă de un cal. Toți merg în aceeași direcție, dar pe drumuri diferite, și din când în când drumurile lor se intersectează. Toți vin nu se știe de unde și se îndreaptă nu se știe încotro, dar țin cu încăpățânare să ajungă la „destinație”.

## Distribuție
- Vasile Tăbîrță — țăranul
- Sandu Vasilache — boierul
- Valentin Cucu-Bujor — sluga
- Pavel Sabin — biciclistul

## Premii
- Mențiune în cadrul festivalului filmelor studențești din Florența (1990)[4]